# آردی‌کپی
آردی‌کپی با نام علمی Ardipithecus سرده‌ای منقرض شده از دودمان انسان است. معروف‌ترین گونهٔ این سرده آردی‌کپی رامید است که در حدود ۴٫۴ میلیون سال پیش می‌زیسته‌است. گونه ناشناخته‌تر این سرده آردی‌کپی کاداباست که در حدود ۵٫۶ میلیون سال پیش زندگی می‌کرده‌است.